# Medizinische Universität Warna

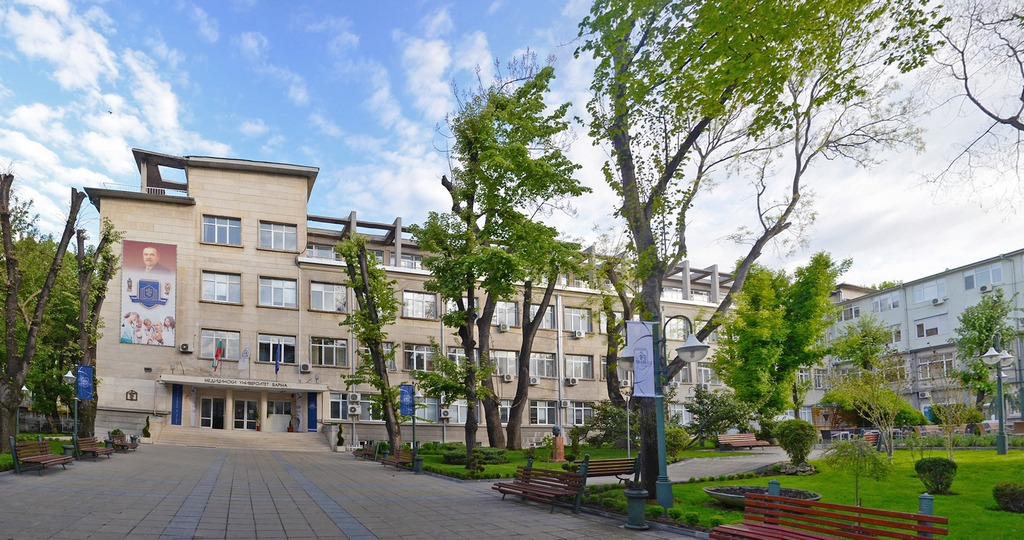
Rektorat der Medizinischen Universität Varna

Die Medizinische Universität Varna (selten auch Medizinische Universität Warna; bulgarisch Медицински университет „Проф. П. Стоянов“) in Varna ist eine von fünf medizinischen Universitäten in Bulgarien. Sie wurde am 1. Oktober 1961 gegründet. Derzeitiger Rektor ist Krassimir Ivanov.
Die Universität verfügt über vier Fakultäten:
- Fakultät für Medizin,
- Fakultät für Stomatologie,
- Fakultät für Gesundheitsschutz
- Fakultät für Zahnmedizin

Weitere Institutionen:
- Departement für ausländische Sprachen, Kommunikation und Sport.
- Die angegliederte Akademie bildet in medizinischen Assistenzberufen wie Pflege, Therapie und Rehabilitation aus.

Die Universität ist Mitglied im Netzwerk der Balkan-Universitäten (Albanien, Bosnien-Herzegowina, Bulgarien, Griechenland, Kosovo, Kroatien, Rumänien, Serbien, Slowenien, Türkei, Mazedonien, Moldau, Montenegro).

## Kooperationsvereinbarung
Im Jahre 2017 wurde der Kooperationsvertrag zwischen der Marineakademie „Nikola Jonkow Wapzarow“ – Warna, der Militärmedizinischen Akademie – Sofia und der Medizinischen Universität – Warna, im Bereich des Erwerbs von Bildungs- und Qualifikationsabschlüssen für medizinisches Personal für die Bedürfnisse des Verteidigungsministeriums abgeschlossen. Auf dieser Grundlage wurde das neue Spezialisierungsfach „Medizinische Versorgung der Streitkräfte“ entwickelt. Die Studenten werden als Kadetten an der Marineakademie für den Erwerb eines Bachelor-Abschlusses in der akkreditierten Fachrichtung „Organisation und Führung militärischer Formationen auf taktischer Ebene“ und als Studierende an der Medizinischen Universität, durch staatliche Anordnung in regulärer Form der Ausbildung in der Fachrichtung „Medizin“, zum Erwerb des Bildungsgrades „Master“ in der Fachrichtung „Medizin“ ausgebildet. Die Kadetten der Fachrichtung „Medizinische Versorgung der Streitkräfte“ nutzen die gesamte Ausbildungsbasis der Medizinischen Universität.